# وولف هاس
وولف هاس (بالألمانية: Wolf Haas) (و. 1960  م) هو روائي، وكاتب سيناريو، وكاتب، وكاتب للأطفال نمساوي.

## جوائز
حصل على جوائز منها:
- جائزة الفن النمساوي للأدب  [لغات أخرى]‏ (2017)
- جائزة كاسل الأدبية [الإنجليزية]‏ (2016)
- جائزة بريمن للأدب (2013)
- رومي  [لغات أخرى]‏ (2010)
- Wilhelm Raabe Literature Prize [الإنجليزية]‏، عن عمل: The Weather 15 Years Ago  [لغات أخرى]‏ (2006)
- الجائزة الأدبية لمدينة فيينا  [لغات أخرى]‏ (2004).[9]

## وصلات خارجية
- وولف هاس على موقع IMDb (الإنجليزية)
- وولف هاس على موقع مونزينجر (الألمانية)
- وولف هاس على موقع ألو سيني (الفرنسية)
- وولف هاس على موقع ميوزك برينز (الإنجليزية)
- وولف هاس على موقع ديسكوغز (الإنجليزية)
- وولف هاس على موقع قاعدة بيانات الفيلم (الإنجليزية)
- وولف هاس على موقع كينوبويسك (الروسية)
- وولف هاس في قاعدة بيانات الأفلام على الإنترنت